# 特雷茨
特雷茨（法語：Trets，法語發音：[tʁɛts] 或 [tʁɛs]）是法国罗讷河口省的一个市镇，位于该省中东部，属于普罗旺斯地区艾克斯区。

## 地名
该地名“Trets”的通行发音为[tʁɛts]，字母“ts”发音，《世界地名翻译大辞典》与《世界地名译名词典》将其误译作“特雷”。

## 地理
特雷茨（43°26'49"N, 5°41'9"E）面积70.31 平方千米，位于法国普罗旺斯-阿尔卑斯-蓝色海岸大区罗讷河口省，该省份为法国东南部沿海省份，北起沃克吕兹省，西接加尔省，南濒地中海，东临瓦尔省。
与特雷茨接壤的市镇（或旧市镇、城区）包括：奥里奥尔、拉布亚迪斯、佩尼耶、皮卢比耶、鲁塞、楠斯莱潘、普尔雪、普里耶尔、圣扎卡里。

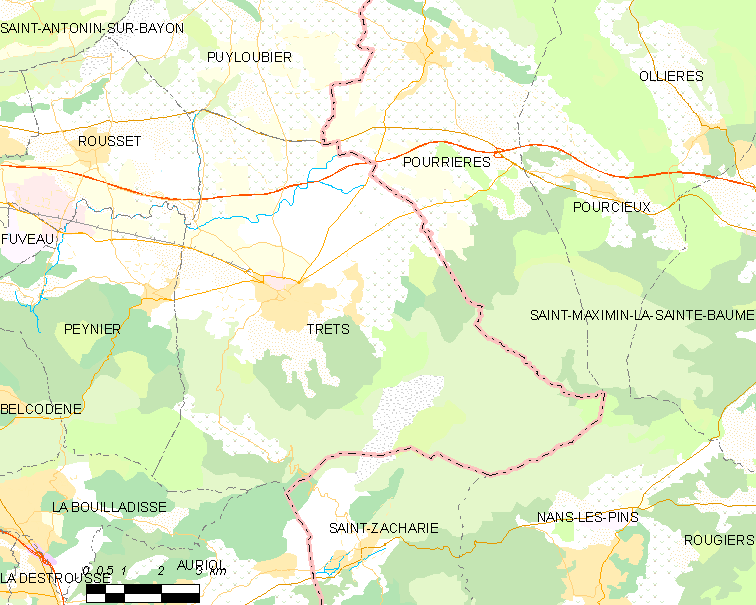
特雷茨的OSM定位图

特雷茨的时区为UTC+01:00、UTC+02:00（夏令时）。

## 行政
特雷茨的邮政编码为13530，INSEE市镇编码为13110。

## 政治
特雷茨所属的省级选区为特雷茨县。

## 人口

1962-2008年间特雷茨人口变化图示

特雷茨于2022年1月1日时的人口数量为10933人。